# Michałówka (województwo podkarpackie)
Michałówka – wieś w Polsce, położona w województwie podkarpackim, w powiecie jarosławskim, w gminie Radymno.
W latach 1954–1961 wieś należała i była siedzibą władz gromady Michałówka, po jej zniesieniu w gromadzie Duńkowice. W latach 1975–1998 miejscowość administracyjnie należała do województwa przemyskiego.

## Części wsi
| SIMC    | Nazwa      | Rodzaj    |
| ------- | ---------- | --------- |
| 0609706 | Dębskie    | część wsi |
| 0609712 | Pastwisko  | część wsi |
| 0609729 | Zakościele | część wsi |

W XVIII wieku wieś należała do Józefa Drohojowskiego (ok. 1694-1770), chorążego żydaczowskiego (w latach 1737–1765), a następnie kasztelana przemyskiego (w latach 1765–1770).
W II Rzeczypospolitej wieś w powiecie jarosławskim województwa lwowskiego. W 1944 r. liczyła 382 mieszkańców, samych Polaków. W latach 1944–1946 nacjonaliści ukraińscy z OUN-UPA zamordowali tutaj 21 Polaków.